# Cegielnia (województwo kujawsko-pomorskie)
Cegielnia – wieś w województwie kujawsko-pomorskim, w powiecie żnińskim, w gminie Rogowo. Mieści się tutaj ochotnicza straż pożarna.
W latach 1975–1998 miejscowość administracyjnie należała do województwa bydgoskiego. Według Narodowego Spisu Powszechnego (III 2011 r.) liczyła 315 mieszkańców. Jest czwartą co do wielkości miejscowością gminy Rogowo.